# Cuentos para mayores
Cuentos para mayores va ser la segona pel·lícula del director veneçolà Román Chalbaud. Va ser estrenada en 1963 i va ser la seva primera col·laboració amb José Ignacio Cabrujas. També va ser el seu últim llargmetratge fins a mitjan anys 1970, temps en el qual es va dedicar a la televisió i el teatre, escrivint obres com La quema de Judas i El pez que fuma, que posteriorment portaria al cinema.

## La pel·lícula
Cuentos para mayores és una pel·lícula antològica, un gènere popular al voltant dels anys 1960 i que consisteix en diverses seccions que poden o no estar relacionades entre elles per un tema o personatge. Els segments d'aquestes pel·lícules podien estar dirigides per autors diferents i servien com a plataforma per a aquells que no tenien l'experiència o recursos necessaris per a aconseguir el finançament d'un llargmetratge en solitari. En el cas d'antològics amb un solo director, aquests podien ser una decisió artística o una manera d'exposar en una sola exhibició diversos curtmetratges que d'una altra manera no arribarien al gran públic.
En el cas de Cuentos para mayores, la pel·lícula es divideix en tres parts titulades La historia del hombre bravo, Los ángeles del ritmo i La falsa oficina del Supernumerario, en les quals Chalbaud experimenta amb diferents fils narratius, atmosferes i estils.

## Argument

### La historia del hombre bravo
Similar a Caín adolescente, és la història d'una parella humil d'un barri de Caracas que no pot comprar medicines per la seva filla malalta. Ple d'impotència, el pare decideix autolesionar-se a la feina per a demanar compensació laboral, però després de tornar a casa descobreix que la seva filla ha mort.

### Los ángeles del ritmo
Un grup de joves músics que porten una vida marginal i cometen actes delictius menors, tracten d'aconseguir treball com a banda a pesar que no tenen els instruments adequats. En aconseguir un contracte, algú els presta els instruments però són arrestats abans de presentar-se quan decideixen donar una serenata a la xicota del líder del grup, a qui els seus pares han prohibit veure.

### La falsa oficina del supernumerario
Un oficinista del Congrés és confós amb un congressista i s'aprofita econòmicament de la seva posició al mateix temps que atén les peticions del poble. L'oficinista fuig en ser descobert i s'adona que la seva aventura és celebrada pels que li envolten.